# Lasioglossum sakagamii
Lasioglossum sakagamii är en biart som beskrevs av Ebmer 1978. Lasioglossum sakagamii ingår i släktet smalbin, och familjen vägbin. Inga underarter finns listade i Catalogue of Life.